# Liste der denkmalgeschützten Objekte in Riedlingsdorf
Die Liste der denkmalgeschützten Objekte in Riedlingsdorf enthält das einzige denkmalgeschützte, unbewegliche Objekt der Gemeinde Riedlingsdorf.

## Denkmäler
| Foto |                 | Denkmal                                                      | Standort                                       | Beschreibung | Metadaten |
| ---- | --------------- | ------------------------------------------------------------ | ---------------------------------------------- | --- | --- |
| ja   | Datei hochladen | Kath. Filialkirche hl. Urban HERIS-ID: 12320 Objekt-ID: 8458 | Obere Hauptstraße 2 Standort KG: Riedlingsdorf | Da die alte Kirche zusehends verfiel, wurde 1811–1816 eine neue Kirche mit einem gemauerten Turm gebaut, die alte Glocke wurde in die neue Kirche überführt. | BDA-Hist.: Q23978311 Status: § 2a Stand der BDA-Liste: 2025-06-30 Name: Kath. Filialkirche hl. Urban GstNr.: 211 Filialkirche Riedlingsdorf                            |
| ja   | Datei hochladen | Steinbogenbrücke Riedlingsdorf HERIS-ID: 206625seit 2021     | Standort KG: Riedlingsdorf                     | | BDA-Hist.: Q107559692 Status: Bescheid Stand der BDA-Liste: 2025-06-30 Name: Steinbogenbrücke Riedlingsdorf GstNr.: 12368, 12401, 12400 Steinbogenbrücke Riedlingsdorf |